# Peter Kosler

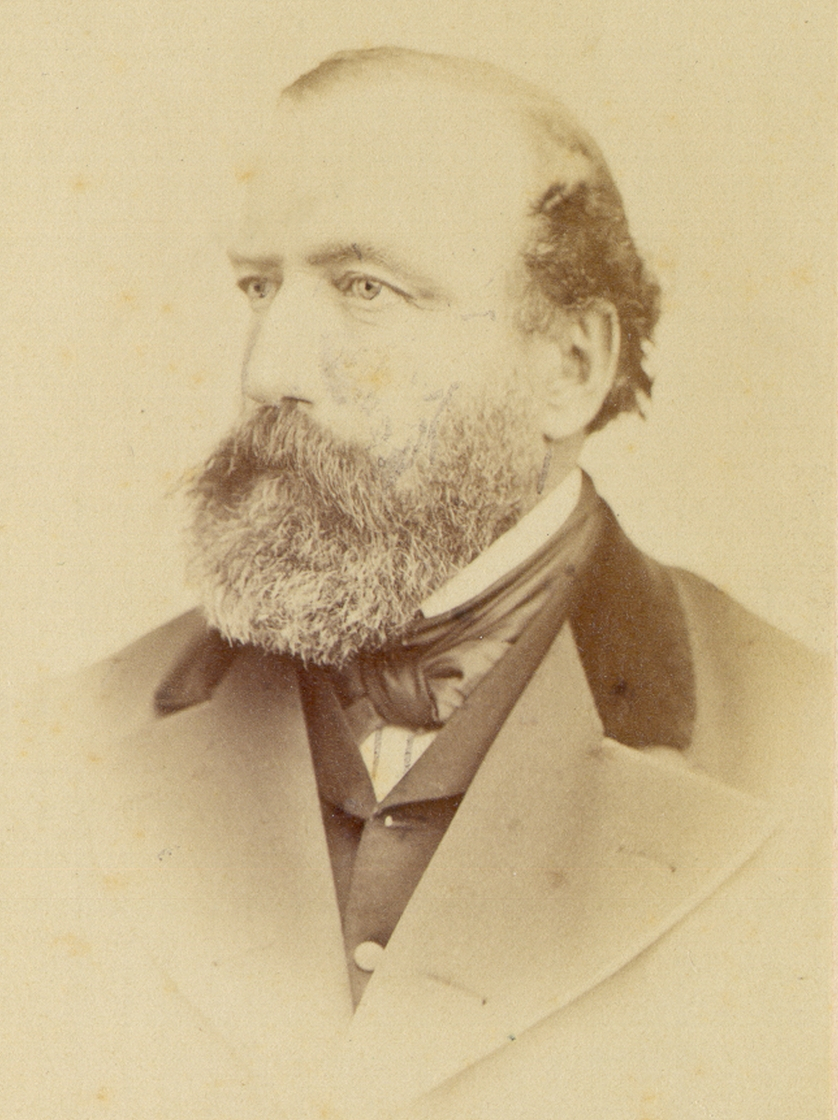
Peter Kosler (1824–1879)

Peter Kosler, slowenisch auch Kozler (* 16. Februar 1824 in Kotschen bei Rieg, slow. Koče pri Kočevski Reki, im Gottscheer Land; † 16. April 1879 in Laibach) war ein deutschstämmiger Notar, Geschäftsmann und Politiker, der sich in frühen Jahren auch unter dem Pseudonym P. Slemenski politisch intensiv betätigte, sich trotz seiner Gottscheer Herkunft sein ganzes Leben völlig mit der slowenischen Kultur identifizierte und für ein zumindest gleichberechtigtes Nebeneinander von slowenischer und deutscher Kultur in Krain eintrat.

## Leben und Wirken

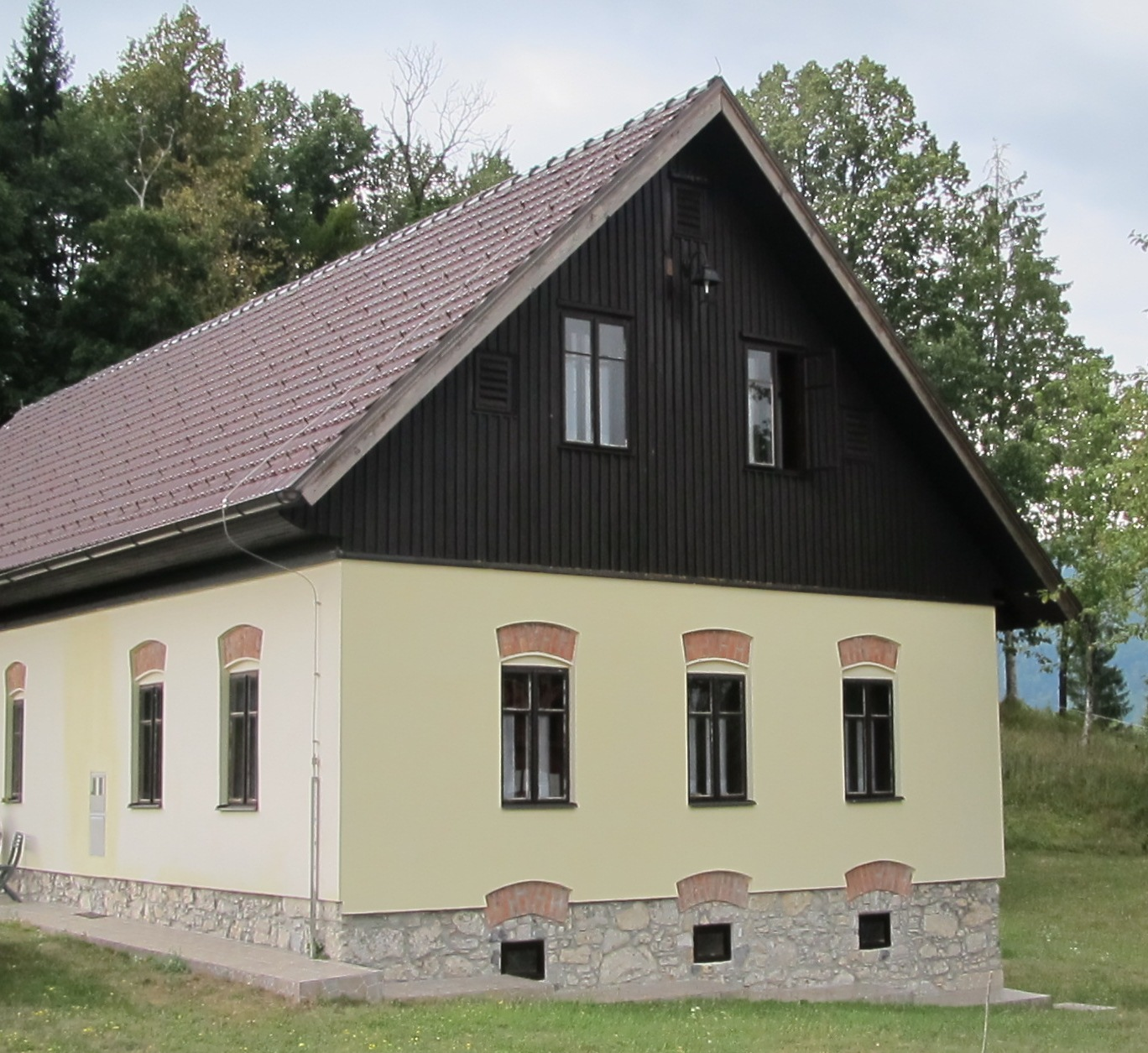
Koslers Geburtshaus in Koče

Der Gottscheer-Deutsche Peter Kosler, Sohn des Johann Kosler und dessen Frau Maria, geb. Seemann, stammte aus einem Dorf im Süden der Stadt Gottschee (slow. Kočevje) im „Gottscheer Ländchen“, einer inzwischen nahezu extinkten deutschen Sprachinsel mit damals über 20.000 Deutschen mitten in geschlossenem slowenischem Sprachgebiet in der Unterkrain. Bei seiner Geburt war die Gottschee, die 1792 zu einem nominellen Herzogtum der Fürsten Auersperg erhoben wurde, ein Teil des Königreichs Illyrien im Kaisertum Österreich, ab 1849 war sie im cisleithanischen Kronland Krain der ab 1867 k.u.k. Doppelmonarchie, heute ist sie als Kočevsko oder Kočevska eine Landschaft der Republik Slowenien.
Kosler studierte in den letzten Jahren des Vormärz Rechtswissenschaften in Wien und wurde von der unter den jungen, liberalen Intellektuellen herrschenden Empörung über Metternichs habsburgischen „Völkerkerker“ so sehr infiziert, dass er später, nachdem er 1848 noch die Richteramtsprüfung in Wien abgelegt und in einer slowenischen Anwaltskanzlei gearbeitet hatte, als Anwalt und Notar sowie Abgeordneter der slowenischen Partei im krainischen Landtag wirkte, wohingegen sein Bruder Johann dort zehn Jahre lang die deutsche Partei vertrat. Beträchtliches Aufsehen bei Gleichgesinnten anderer Ethnien in der Monarchie erregte seine Broschüre Das Programm der Linken des österreichischen Reichstages. aus dem Jahr 1849, auf die in der Folge in einer Reihe anderer Schriften Bezug genommen wurde. Seine Bemühung, sich für die „Jungslowenische Partei“ auch in den ersten unmittelbar zu wählenden österreichischen Reichsrat wählen zu lassen, scheiterte allerdings. Allzu radikal waren seine Ansichten für die slowenischen Krainer, die ihm einen adeligen „Altslowenen“ vorzogen.

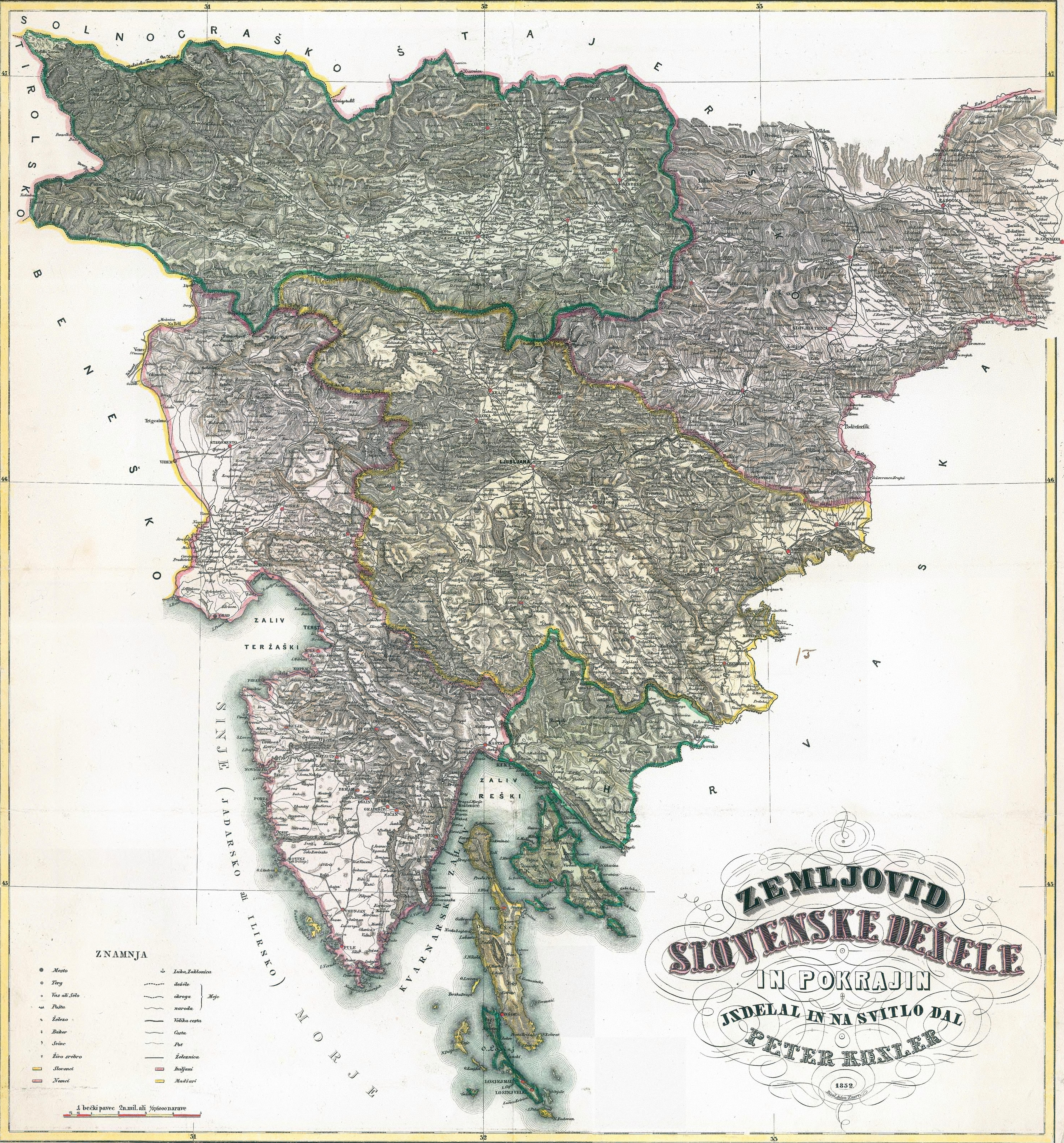
Koslers „Karte des slowenischen Landes“, 1853

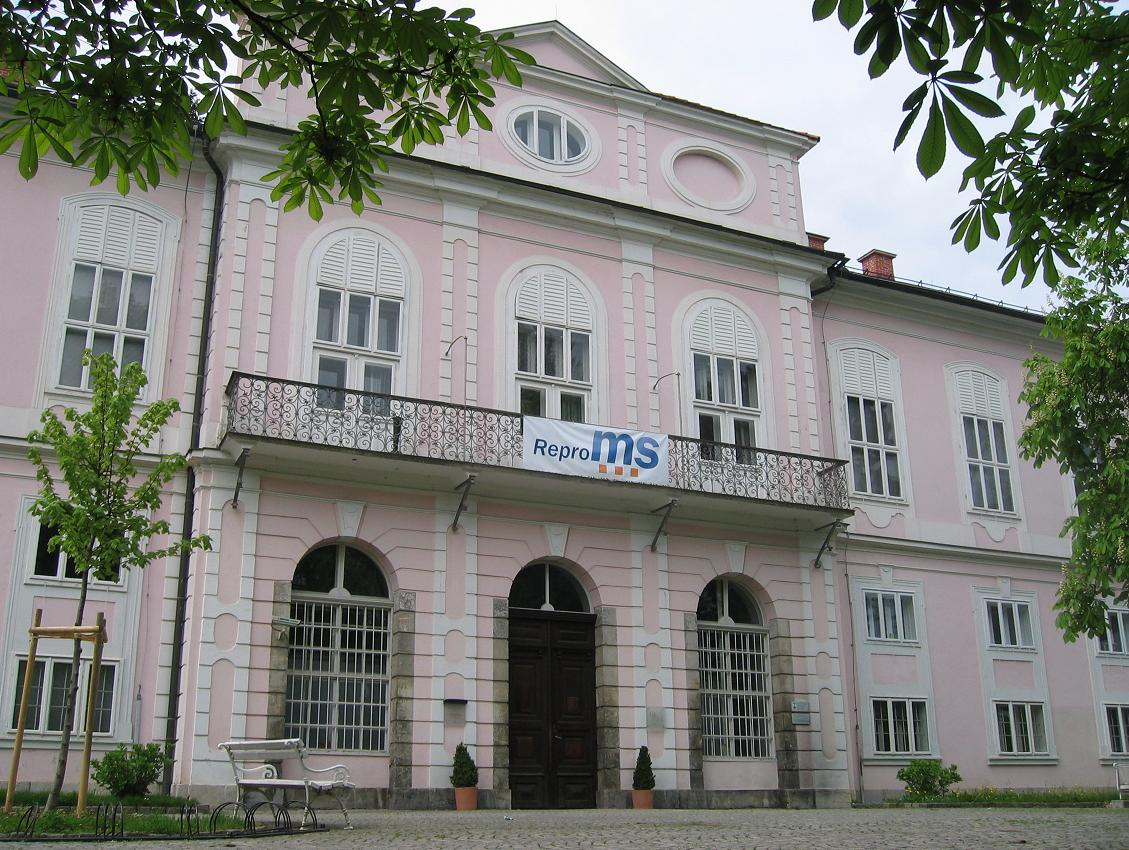
Cekinov Grad, Koslers Palais in Tivoli, Laibach, heute Museum für Neuere Geschichte

Koslers Bekanntheit gründet sich vor allem auf die von ihm erstellte erste Landkarte eines Gebietes, das seiner Ansicht nach der slowenischen Nation zustehe. Er nahm diese Karte mit dem Titel Zemljovid Slovenske dežele in pokrajin („Eine Landkarte des Slowenischen Landes und der Regionen“) im Maßstab 1:576.000 im Zuge des Völkerfrühlings angeblich schon im Revolutionsjahr 1848 in Angriff, aber erst 1854 wurde sie in einem Almanach mit dem Titel Kratek slovenski zemljopis („Kurze slowenische Geographie“) veröffentlicht, dem ersten Atlas mit ausschließlich slowenischen topographischen Namen (Toponymen). Eine auffällige Linie auf Koslers Landkarte zeigt die Grenze des von ihm zum völkischen Siedlungsraum der Slowenen erklärten Gebietes. Der Almanach wurde sogleich von den österreichischen Militärbehörden beschlagnahmt mit der Anweisung, dass „… jene schon fertigen Exemplare, welche Peter Kosler selbst der obersten Polizei-Behörde überreicht hat, jeder möglichen Verbreitung zu entziehen sein“. Kosler wanderte für kurze Zeit auch in Haft, weil er für die slowenische Bevölkerung das getan hatte, was vorher und nachher deutscherseits ebenfalls immer wieder getan wurde: das Weglassen aller Ortsbezeichnungen in einer zweiten, ortsüblichen Sprache.
Dass Kosler aber auch eine Petition für ein „Vereintes Slowenien“ in einem zu errichtenden Bundesstaat Österreich unterzeichnete und dass auf seiner Landkarte das geforderte Gebiet „als slowenischer Staat mit den Farben der slowenischen Fahne“ dargestellt war, ging den Behörden in den Nachwehen der nationalen Aufstände in der Monarchie denn doch zu weit, so dass im Sinne der neoabsoluten Politik des Innen- bzw. Justizministers Alexander von Bach vorgegangen wurde, der einen Zentralstaat ohne Rücksicht auf die verschiedenen Volksgruppen forderte. Erst nach dem Februarpatent Kaiser Franz Josephs 1861 gelangte der Almanach mit Koslers Karte an die Öffentlichkeit, die bei national empfindenden Slowenen positiv aufgenommen wurde, in deutsch-nationalen Kreisen aber als Ursache von Provokationen galt. Die Karte mit ihren einsprachigen slowenischen Ortsbezeichnungen diente in den folgenden hundert Jahren zur Untermauerung slowenischer nationaler Forderungen.
Kosler, der in eine relativ begüterte Familie geboren war und ab 1827 sogar auf einem vom Vater 1820 erworbenen Schloss (Schloss Ortenegg, slow. Ortnek) lebte, „war nicht nur ein Gottschee-Deutscher. Er war Jurist, Physiker, Notar, Politiker, Anreger der Industrialisierung Krains und wurde Vorsitzender der Slowenischen Statistischen Gesellschaft und war ein auch international angesehener Geograph.“ Durch Bierbrauerei wurde er überaus wohlhabend: Mit seinen Geschwistern gründete er mit 1. Jänner 1867 mit vom Vater geerbtem Geld die Brauerei Gebrüder Kosler, die Vorgängerin der Laibacher UNION-Brauerei, der größten des Landes, und blieb deren Motor bis zum Lebensende. Als „herrliches Etablissement“ beschrieb ein Besucher die neuerbaute Koslersche Brauerei des „Mitinteressenten Herrn Dr. Peter Kosler“. Aus seinem Vermögens widmete er dann beträchtliche Summen slowenischen Kulturvereinen und -institutionen, wurde Vizepräsident der Nationaldruckerei und 1869 auch Vorsitzender-Stellvertreter des 1864 entstandenen nationalen Wissenschaftsvereins Slovenska matica, dem er die Kupferplatte seiner Landkarte schenkte und alle Urheberrechte überließ. Er erwarb ein 1752–1755 von Leopold Graf Lamberg für seinen Sohn erbautes Palais (ursprünglich: Leopoldsruhe) unweit der Laibacher Innenstadt am Rand des Tivoli-Parks, das er in neuklassischem Stil renovierte. Heute beherbergt das Gebäude, das mittlerweile wieder seine spätbarocke Fassade erhalten hat, Sloweniens Museum für Neuere Geschichte. Ein weiteres Palais im Zentrum, das er erwarb, galt als einer der schönsten Barockbauten der Stadt. Als es in den 1960er Jahren einer Straßenverbreiterung zum Opfer fiel, hatte dies einen öffentlichen Proteststurm zur Folge; der Abriss war allerdings auch ein Meilenstein in der städtischen Entwicklung Laibachs nach dem Zweiten Weltkrieg. Auf einer weiteren Realität Koslers im Marschland des Laibacher Moors (slowenisch Ljubljansko Barje), die als „Koslers Dschungel“ oder „Dickicht“ bekannt war, fand man ein Massengrab aus dem Zweiten Weltkrieg mit Opfern der Domobranzen, der slowenischen Heimwehr. Hingegen fand man in Koslers Geburtsland, der Gottschee, im Hornwald (slowenisch Kočevski Rog) zwei Massengräber für ermordete Domobranzen und Weißgardisten: eines unter dem Kren und eines bei Macesnova gorica.

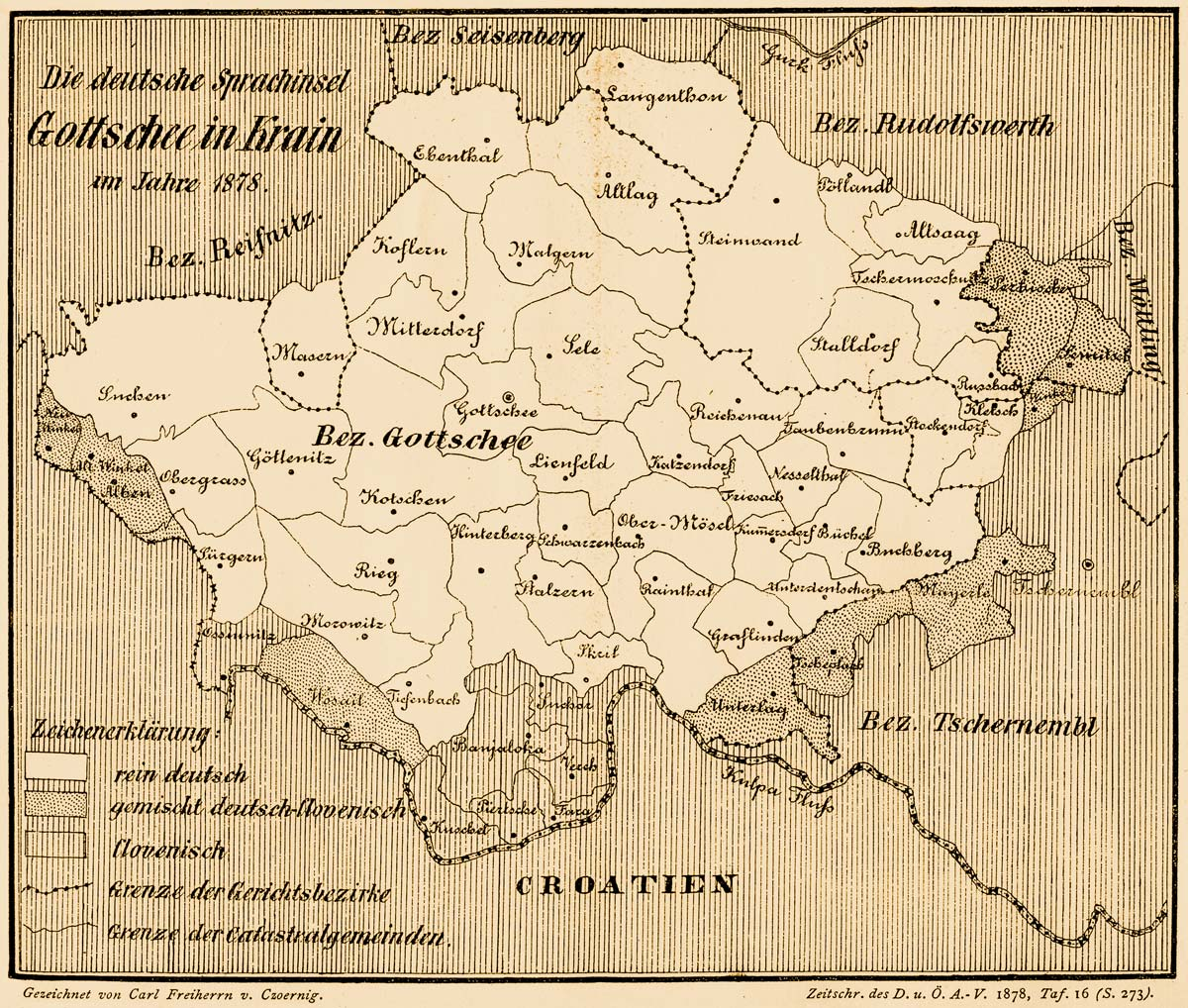
Das Gebiet der deutschen Sprachinsel Gottschee im österreichischen Kronland Krain, 1878

### Familie
- Ehefrau: Maria, geborene Sormann[Anm. 3]
- Söhne: Johann und Peter
- Töchter: Emma, Maria und Olga
- Brüder: Johann und Josef
- Schwester: Maria, verehelichte Obresa

## Peter Kosler Verein
Im Jahr 1994 hat sich ein „Peter Kosler Verein“ von so genannten „Altsiedlern“ konstituiert, der nach slowenischem Vereinsrecht am 19. September 1994 unter Zahl 1164 ins Vereinsregister beim Ministerium für Innere Angelegenheiten eingetragen wurde. Die Mitglieder des Vereins leben in Laibach und in der Stadt Gottschee und deren Umgebung, dem ehemaligen Siedlungsgebiet.
Ziele des Vereins sind im Geiste Peter Koslers laut § 10 der Vereinsstatuten:
- das slowenische, deutsche und gottscheerische Kulturerbe zu erhalten und es den nachfolgenden Generationen zu sichern,
- sich für die Überwindung von Vorurteilen einzusetzen,
- die Tradition der Gottscheer zu bewahren und zu fördern,
- menschliche Grundrechte zu achten und für die Beseitigung allfälliger Ungerechtigkeiten einzutreten,
- die wirtschaftliche und kulturelle Entwicklung des Staates und seiner demokratischen Grundordnung zu achten.

Dem „Verein Peter Kosler“ wird von anderer Vereinsseite allerdings vorgeworfen, er habe sich als Verein von Slowenen deklariert und will mit der Minderheit nichts zu tun haben.
Der größte Wunsch Koslers, ein nationaler slowenischer Staat für das slowenische Volk, hat sich mittlerweile bereits erfüllt, wenn auch nicht in jenen Grenzen, die er auf seiner Landkarte dargestellt hatte. Andererseits haben slowenische Sprache und Kultur die Oberhand gewonnen und das deutsche Element ist im Zuge der historischen Ereignisse des 20. Jahrhunderts nahezu gänzlich verschwunden.

## Veröffentlichungen Koslers
- Peter Kosler: Das Programm der Linken des österreichischen Reichstages mit Rücksicht auf Slovenische- und Italienisch-Oesterreich. Austria, Juridisch-Politischer Leseverein. Mechitharisten-Buchdruckerei, Wien 1849.
- P. K. (d.i. Peter Kosler): Feuilleton. Die Slovenen in Ungarn. In: Johann Hladnik (Red.): Illyrisches Blatt. Zeitschrift für Vaterland, Kunst, Wissenschaft und geselliges Leben. Kleinmayr, Laibach 1849, ZDB-ID 2439140-2, Ausgabe Nr. 36, 5. Mai 1849, S. 143 f. (Online [PDF]).
- P. Slemenski (d.i. Peter Kosler): Die Slovenen in Italien. In: Johann Hladnik (Red.): Illyrisches Blatt. Zeitschrift für Vaterland, Kunst, Wissenschaft und geselliges Leben. Kleinmayr, Laibach 1849, ZDB-ID 2439140-2.
  - Teil 1/2. Ausgabe Nr. 35, 1. Mai 1849, S. 137 f. (Online [PDF]).
  - Teil 2/2. Ausgabe Nr. 36, 5. Mai 1849, S. 141 f. (Online [PDF]).
- P. Slemenski: Slovenski na Ogerskim („Die Slowenen in Ungarn“), Artikel in vier Nummern der Zeitschrift des Vereins Slovenija, Wien 1849.
- Peter Kozler, Anton Knorr: Zemljovid Slovenske Dežele in Pokrajin. (Karte des slowenischen Länder und Regionen). Maßstab 1:576.000. S.n., s.l. 1853.[20]
- Peter Kozler: Kratek slovenski zemljopis in pregled politicne in pravosodne razdelitve Ilirskega. (Kurze slowenische Geographie und Übersicht der politischen und Gerichtseintheilung von Illyrien und Steiermark). (slowenisch). Verlag Leopold Sommer, Dunaj (d.i. Wien) 1854.
- Peter Kozler: Imenik mest, tergov in krajov zapopadenih v zemljovidu slovenske dezele. (Verzeichniss der Städte, Märkte und Landschaften, welche in der Landkarte Sloweniens angeführt sind). (slowenisch). Mechitaristen, Wien 1864.
- Peter Kozler: Anleitung zur Errichtung guter Wasserbehälter. S.n., Laibach 1879.